# Юо-Маршан, Тифани
Тифани Юо-Маршан (фр. Tifany Huot-Marchand род. 10 мая 1994 года в Безансоне департамент Ду) — французская спортсменка, принимавшая участие в зимних Олимпийских играх 2018 и Олимпийских играх 2022 годах. Серебряный призёр чемпионата мира 2021 года в эстафете. Чемпионка Европы 2021 года. Получила степень магистра в области преподавания и образования в университете Гренобля. 

## Биография
Тифани Юо-Маршан родилась в небольшой деревне Нанс, что находится в 40 км от Безансона. Она узнала про шорт-трек в возрасте 9 лет, когда сопровождала свою соседку на тренировку в коммуну Бельфор, которая занималась конькобежным спортом. С первого взгляда ей понравился шорт-трек. В 2010 году Тифани и её сестру-близнеца Манон отправили в национальный учебный центр в Фон-Ромё, где они тренировались по 4 часа в день на ледовом катке и по 10 часов в неделю физической подготовки.. Она представляет клуб ASM Belfort Vitesse.

## Спортивная карьера
На международном уровне Тифани Юо-Маршан начала с юниорского чемпионате мира в Курмайоре в 2011 году, где она заняла 49 место в многоборье. В феврале 2012 года дебютировала на Кубке мира в Херенвене и заняла там 23-е место в беге на 1500 м и 25-е в беге на 1000 м. Ровно через год на юниорском чемпионате мира в Варшаве поднялась на 15-е место в общем зачёте. 
В 2015 году Тифани впервые участвовала сначала на чемпионате Европы в Дордрехте и заняла 15-е место в общем зачёте многоборья, а следом на чемпионате мира в Москве заняла общее 31-е место и 7-е в эстафете. В январе 2016 года на очередном чемпионате Европы в Сочи вновь стала 15-й в личном многоборье, а в феврале на кубке мира в Дордрехте выиграла бронзу в составе женской эстафеты.
По-настоящему её успехи пришли позже в 2018 году, когда выступила на чемпионате Европы в Дрездене и получила бронзу в эстафете. На Олимпийских играх в Пхёнчхане она была 22 на 500 метров и 23-на 1500 метров. В следующем году на чемпионате Европы в Дордрехте она выиграла серебро на дистанции 1000 метров.
В феврале 2020 года она попала на первый индивидуальный подиум на Кубке мира в Дрездене, выиграв бронзу на дистанции 1500 м. После чего в марте все соревнования отменили из-за пандемии коронавируса. В январе 2021 года на чемпионате Европы в Гданьске она стала чемпионкой в эстафете, а в марте на чемпионате мира в Дордрехте с командой выиграла серебро в эстафете. 
В январе 2022 года Тифани заболела Covid-19 и не смогла набрать форму. Уже в феврале участвовала на зимних Олимпийских играх в Пекине, где на дистанции 1500 м выбыла в четвертьфинале. У неё было падение на 500 м и дисквалификация на дистанции 1000 м. 

## Награды
В декабре 2011 года была названа спортсменкой года города Бельфор